# Táta na útěku
Táta na útěku (v anglickém originále Papa Don't Leech) je 16. díl 19. řady (celkem 416.) amerického animovaného seriálu Simpsonovi. Scénář napsal Red Harrison a díl režíroval Chris Clements. V USA měl premiéru dne 13. dubna 2008 na stanici Fox Broadcasting Company a v Česku byl poprvé vysílán 24. května 2009 na stanici ČT2.
Díl představuje návrat Lurleen Lumpkinové (Beverly D'Angelová) z dílu Ctěný pan Homer (3. řada) po její šestnáctileté nepřítomnosti (ačkoliv se Lurleen Lumpkinová na chvíli objevila v takových dílech jako Marge versus jednokolejka nebo Homerův tým).

## Děj
Líza se snaží prodat skautské sušenky starostovi Quimbymu, ale zjistí, že městská pokladnice je prázdná. Quimby vysvětlí městu, že peníze utratil za nový slogan „Springfield – dobře“. Městské setkání informuje, že se někde budou muset sehnat peníze. Springfield předstírá přírodní katastrofu s cílem získat peníze od FEMA, ale úředníci jsou také podvodníci. Springfield je napálen a skončí s ještě většími dluhy než dříve. Líza pak zjistí, že Springfield má miliony v nevybraných daních, a brzy začne honba za nejznámějšími daňovými podvodníky (s výjimkou pana Burnse a starosty Quimbyho). Ve zprávách Kent Brockman informuje, že všichni daňoví podvodníci byli chyceni a zbývá jen Lurleen Lumpkinová, hvězda country hudby, které Homer v dílu Ctěný pan Homer dělal manažera a ona se do něj zamilovala. Lurleen hledá celé město, ona se však ukryje v Homerově autě a poví mu, jak šla její kariéra od desíti k pěti a všichni její manželé ji obrali o všechny peníze.
Homer Lurleen nabídne úkryt ve svém domě, ale Marge si stále pamatuje, jaké rozpory Lurleen způsobila v jejím manželství, a požaduje, aby okamžitě odešla. Naštvaně ji odveze pryč, ale zjistí, že Lurleen žije s bezdomovci. Marge je Lurleen líto, a neochotně jí dovolí zůstat s rodinou. Jako poděkování Lurleen griluje a Marge se jí omluví za své chování. Lurleen jí odpustí a stanou se kamarádkami. Brzy se ovšem zjistí, kde se Lurleen skrývá, a je zatčena a odvedena před soud. Soudce Snyder rozhodne v její prospěch, s jedinou výjimkou: Lurleen musí najít způsob, jak okamžitě splatit své dluhy vůči společnosti. Když soud skončí, Lurleen vysvětlí, že nemůže splatit daně, protože všechny její peníze odešly s jejími manžely (všichni se podobají Homerovi).
Lurleen propadá depresi a celá rodina vyslechne její písničku o otci. Marge si uvědomí, že se Lurleen vzdala víry v muže poté, co ji opustil otec. Rozhodne se oba Lumpkiny dát dohromady do správného vztahu rodič–dítě. Prohledá Springfield a nakonec ho najde. Royce Lumpkin odešel od Lurleen, protože si uvědomil, že by nikdy nemohl být dobrý otec. Nyní je naprostý povaleč. Lurleen mu odpustí, že ji nechal, a napíše novou písničku na oslavu jejich setkání. Zdá se, že oba znovu objevili štěstí, a spoustu času tráví společně. Royce ale nakonec Lurleen znovu opustí a Lurleen je v depresi ještě víc než kdy jindy. Brzy její novou píseň uslyší v televizi, jak ji hrají Dixie Chicks. Lurleenin otec se ve videoklipu objeví také a jeden z členů Dixie Chicks tvrdí, že to on napsal tu píseň, ačkoliv je jasně plagiátem Lurleeniny skladby.
Lurleen trucuje ve sklepě. Tam k ní přijdou Homer, oblečený jako plukovník Homer, a „Major Marge“ a řeknou jí, aby převzala kontrolu nad svým osudem. Lurleen prozradí Dixie Chicks, že její otec jí ukradl píseň, a kapela se mu pomstí tím, že ho zmlátí svými hudebními nástroji (Royce se snažil vyhnout zmlácení tím, že poukázal na to, že byl nejlepším hudebním producentem, kterého poznala, ale navzdory tomu, že s ním Dixie Chicks souhlasí, mu stejně neodpustí). Lurleen uzavře novou smlouvu s Dixie Chicks. Najde si nového manžela (který je také velmi podobný Homerovi) a Marge se s Lurleen loučí objetím. Do ucha jí zašeptá, že pokud se ještě někdy přiblíží k Homerovi, uškrtí ji svými prodlouženými vlasy.

## Přijetí
Tento díl byl třetí nejméně sledovanou epizodou v historii Simpsonových, sledovalo jej 6,9 milionu diváků. Ve svém vysílacím čase dosáhl ratingu 3,3 a 9% podílu na publiku. Kritici epizodu hodnotili smíšeně. 
Richard Keller z TV Squad vyjádřil k dílu nelibost a uvedl, že doufá, že si to seriál příště rozmyslí, až se rozhodne dát sólovou příležitost vedlejší postavě, kterou si mnoho lidí nepamatuje.
Robert Canning ze serveru IGN uvedl, že „v této nevýrazné epizodě bylo příliš málo momentů, u kterých bychom se smáli. Celkově bylo hezké Lurleen znovu vidět, ale pravděpodobně by se více zasmála v budoucích cameích, než aby nesla celou epizodu.“ Epizodě dal hodnocení 6 z 10. Úvodní pasáž, v níž Homer ve snu zavraždí dědečka, byla kritizována, Canning ji označil za „nejméně vtipnou věc, jakou jsem kdy v seriálu viděl“, a Keller za „velmi nehomerovskou“.